# Morrison krijgt een zusje
Morrison krijgt een zusje is een Nederlandse film onder regie van Barbara Bredero uit 2008.

## Verhaal
Het 5-jarige jongetje Morrison (Tobias Lamberts) kan al autorijden; hij heeft dat geleerd van zijn vader. Hij is te klein om bij het bedienen van de pedalen tegelijk door de voorruit te kijken, daarom geeft zijn vader aanwijzingen hoe hij moet sturen, of zijn vader stuurt zelf bij. Morrison bedenkt hoe hij ook alleen kan rijden: hij plaatst de achteruitrijcamera voorop, en kan zo via het beeldscherm in de auto vooruit kijken.
Hij moet zijn kamer afstaan wanneer hij een zusje krijgt, Simone. Hij moet een week logeren bij tante Zuster in een nabij klooster, maar door een misverstand denkt hij daar voorgoed te moeten blijven. Hij verstopt zich thuis om niet weggebracht te worden naar het klooster. Wanneer de auto van tante Zuster wordt overgebracht naar het klooster rijdt Morrison stiekem mee, daarbij de inmiddels geboren baby meenemend in een mand. Als tante Zuster in de mand wil kijken vlucht Morrison met de auto, en brengt de baby naar het dierenasiel. Beide kinderen worden achtereenvolgens als vermist opgegeven en gezocht. Morrison gaat vanuit het asiel terug naar huis. Hij krijgt een nieuwe eigen kamer, waarin eerst de dierenartspraktijk van zijn moeder zat. Gerustgesteld meldt hij waar de baby is.
Nog enkele plotelementen:
- als Morrison stout is of per ongeluk iets verkeerd doet geeft hij altijd zijn knuffel Kokodril of Bumper (zijn denkbeeldige vriend, nl. zijn spiegelbeeld in de autobumper) de schuld
- een auto die moet worden blauwgespoten krijgt een kleur tussen blauw en groen, de meningen verschillen of het blauw of groen is
- Morrison wil graag een kat, maar dit wordt niet toegestaan
- een motoragent wordt vaak gebeld door zijn gezin als hij op het punt staat een bekeuring uit te delen, en dit gaat dan niet door